# Santa Inês (ort i Brasilien, Bahia, Santa Inês, lat -13,29, long -39,82)
Santa Inês är en ort i Brasilien.   Den ligger i kommunen Santa Inês och delstaten Bahia, i den östra delen av landet, 900 km öster om huvudstaden Brasília. Santa Inês ligger 400 meter över havet och antalet invånare är 10 520.
Terrängen runt Santa Inês är huvudsakligen lite kuperad. Santa Inês ligger nere i en dal. Santa Inês är det största samhället i trakten.
Omgivningarna runt Santa Inês är en mosaik av jordbruksmark och naturlig växtlighet. Runt Santa Inês är det glesbefolkat, med 8 invånare per kvadratkilometer.